# Мисс Вселенная 1992
Мисс Вселенная 1992 (англ. Miss Universe 1992) — 41-й ежегодный конкурс красоты, проводился 9 мая 1992 года в Queen Sirikit National Convention Center, Бангкок, Таиланд. За победу на нём соревновалось 78 претенденток. Победительницей стала представительница Намибии, 19-летняя Мишель МакЛин.

## Закулисье

### Место проведения и дата
Таиланд планировал провести конкурс ещё в августе 1991 года, когда тысячи жителей трущоб были выселены, чтобы улучшить имидж города перед проведением конференциеи Всемирного банка, которая проходила в городе в октябре и конкурса.
Официальное объявление о том, что Бангкок будет принимать конкурс, было сделано в декабре 1991 года, а дата проведения первоначально была назначена на 16 мая. В то же время компания заключила эксклюзивное соглашение на вещание в Таиланде на платформе подписного телевидения Thai Sky TVThai Sky TV. В марте дату перенесли на неделю назад, на 8 мая, чтобы она не совпадала с Днем Висакха Буча, из-за религиозных выходных .
Конкурс проходил на фоне политического кризиса в Таиланде под названием Чёрный май, который достиг кульминации 17 мая протестами против правительства Сучинда Крапраюн. За день до мероприятия директор по связям с общественностью выразил опасения, что в случае обострения ситуации шоу придётся отменить, хотя другие официальные лица конкурса преуменьшили эту угрозу.

## Результаты

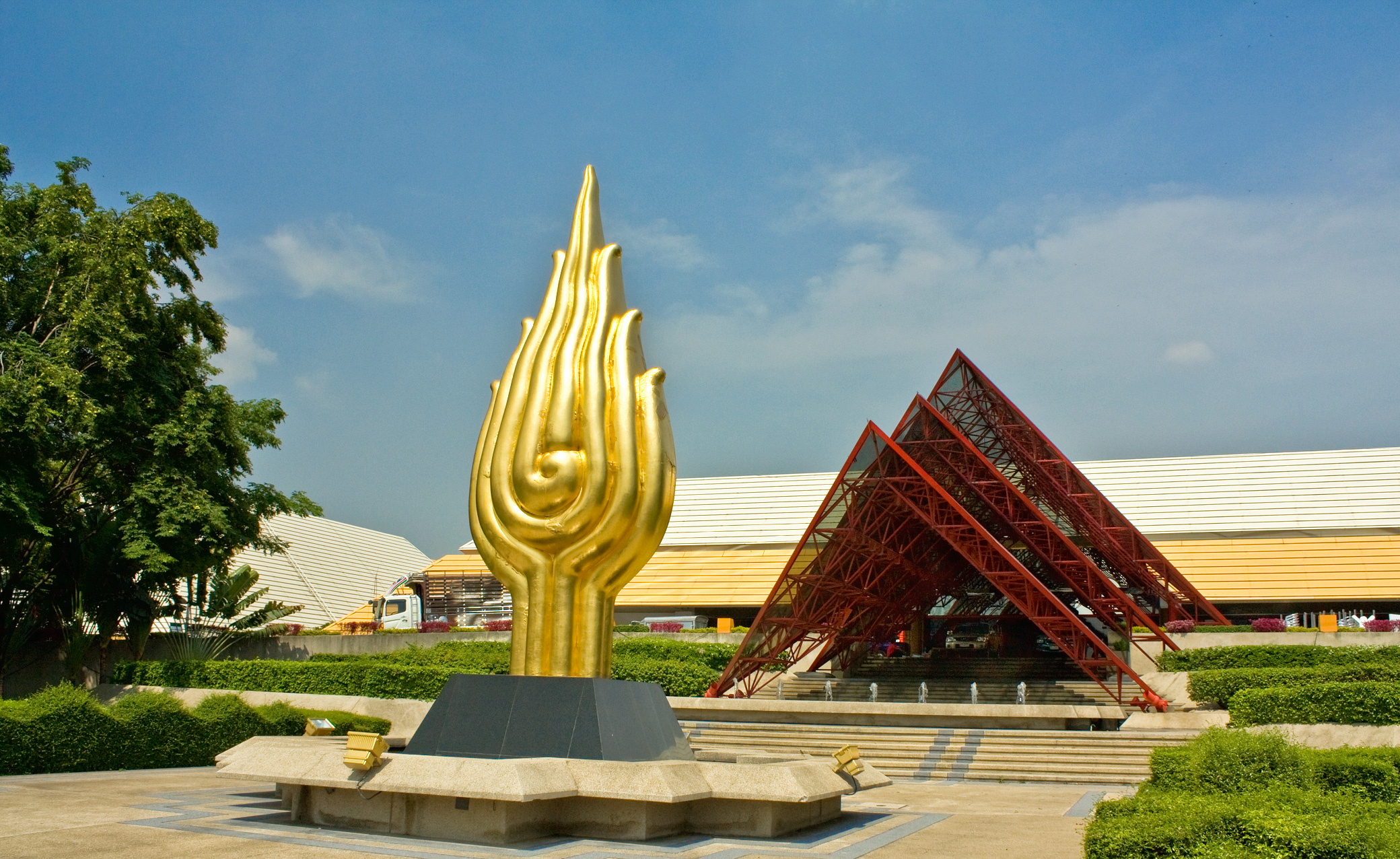
Место проведения конкурса красоты

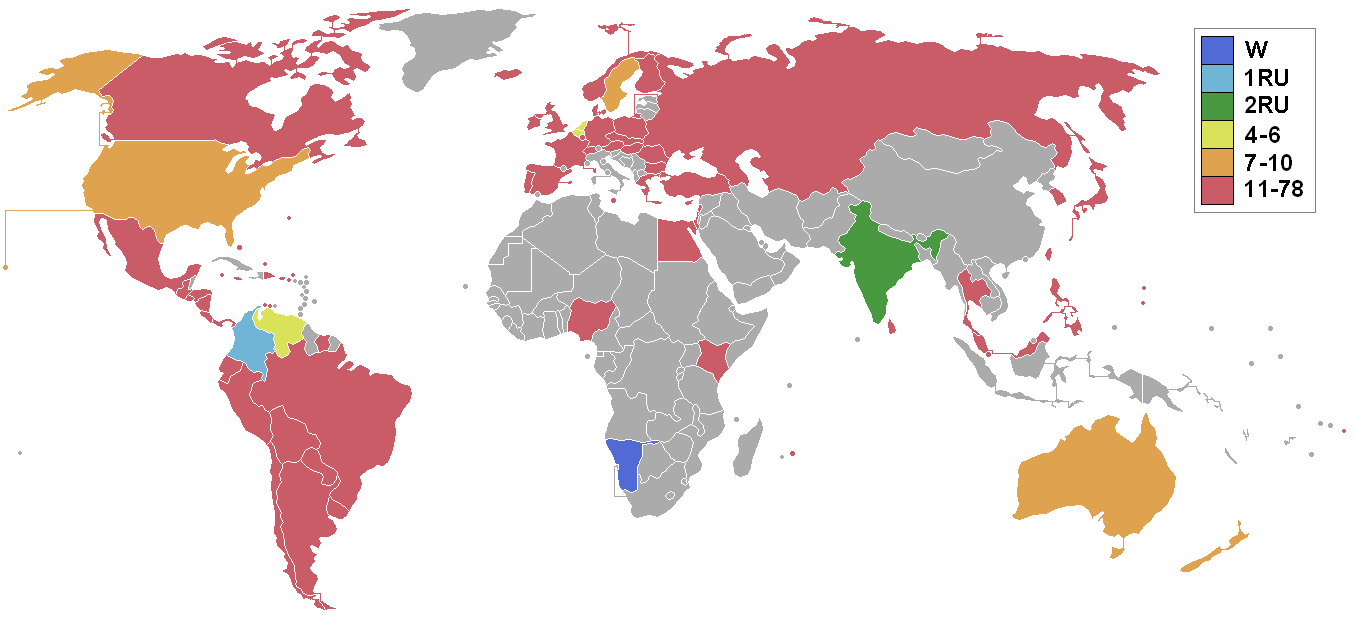
Страницы-участницы и вошедшие в финал конкурса

### Места
| Место               | Участница |
| ------------------- | --- |
| Мисс Вселенная 1992 | - Намибия — Мишель МакЛин                                                                                               |
| 1-я Вице-мисс       | - Колумбия — Паола Турбей                                                                                               |
| 2-я Вице-мисс       | - Индия — Мадху Сапре                                                                                                   |
| Топ-6               | - Венесуэла — Каролина Ицсак - Нидерланды — Вивиан Янсен - Бельгия — Анке ван Дермерш                                   |
| Топ-10              | - Австралия — Джорджина Денахи - США — Шеннон Маркеттич - Новая Зеландия — Лиза Маре де Монталк - Швеция — Моника Бродд |

### Полуфинальные оценки
| \| Страна \| Купальный костюм \| Интервью \| Вечернее платье \| Средний балл \| Топ-6 финалистки \| \| -------------- \| ---------------- \| ---------- \| --------------- \| ------------ \| ---------------- \| \| Венесуэла \| 9.357 (1) \| 9.586 (2) \| 9.679 (1) \| 9.541 (1) \| 9.486 (4) \| \| Колумбия \| 9.221 (5) \| 9.643 (1) \| 9.607 (4) \| 9.490 (2) \| 9.514 (3) \| \| Индия \| 9.321 (2) \| 9.508 (5) \| 9.629 (2) \| 9.486 (3) \| 9.771 (1) \| \| Намибия \| 9.243 (4) \| 9.529 (3) \| 9.614 (3) \| 9.462 (4) \| 9.643 (2) \| \| Нидерланды \| 9.280 (3) \| 9.229 (9) \| 9.421 (5) \| 9.310 (5) \| 9.417 (5) \| \| Бельгия \| 8.986 (6) \| 9.526 (4) \| 9.361 (6) \| 9.291 (6) \| 9.257 (6) \| \| Австралия \| 8.857 (7) \| 9.242 (8) \| 9.327 (7) \| 9.142 (7) \| \| \| США \| 8.721 (9) \| 9.350 (6) \| 9.250 (8) \| 9.107 (8) \| \| \| Новая Зеландия \| 8.743 (8) \| 9.350 (6) \| 9.043 (9) \| 9.045 (9) \| \| \| Швеция \| 8.686 (10) \| 8.786 (10) \| 8.971 (10) \| 8.814 (10) \| \| | Победительница 1-я Вице-мисс 2-я Вице-мисс Топ-6 Финалисток Топ-10 Полуфиналисток (#) Ранг в каждом туре конкурса |            |                 |              |                  |
| Страна | Купальный костюм                                                                                                  | Интервью   | Вечернее платье | Средний балл | Топ-6 финалистки |
| Венесуэла | 9.357 (1) | 9.586 (2)  | 9.679 (1)       | 9.541 (1)    | 9.486 (4)        |
| Колумбия | 9.221 (5) | 9.643 (1)  | 9.607 (4)       | 9.490 (2)    | 9.514 (3)        |
| Индия | 9.321 (2) | 9.508 (5)  | 9.629 (2)       | 9.486 (3)    | 9.771 (1)        |
| Намибия | 9.243 (4) | 9.529 (3)  | 9.614 (3)       | 9.462 (4)    | 9.643 (2)        |
| Нидерланды | 9.280 (3) | 9.229 (9)  | 9.421 (5)       | 9.310 (5)    | 9.417 (5)        |
| Бельгия | 8.986 (6) | 9.526 (4)  | 9.361 (6)       | 9.291 (6)    | 9.257 (6)        |
| Австралия | 8.857 (7) | 9.242 (8)  | 9.327 (7)       | 9.142 (7)    |                  |
| США | 8.721 (9) | 9.350 (6)  | 9.250 (8)       | 9.107 (8)    |                  |
| Новая Зеландия | 8.743 (8) | 9.350 (6)  | 9.043 (9)       | 9.045 (9)    |                  |
| Швеция | 8.686 (10) | 8.786 (10) | 8.971 (10)      | 8.814 (10)   |                  |

### Специальные награды
| Премия                     | Участница                                                                            |
| -------------------------- | ------------------------------------------------------------------------------------ |
| Лучший национальный костюм | - Парагвай — Памела Зарза - Таиланд — Орнанонг Паньявонг - Испания — Вирхиния Гарсия |
| Мисс Конгениальность       | - Теркс и Кайкос — Барбара Джонсон                                                   |
| Мисс Фотогеничность        | - Эквадор — Соледад Диаб                                                             |
| Лучший купальный костюм    | - Венесуэла — Каролина Ицсак                                                         |

### Топ
| 1. Австралия 2. Швеция 3. Индия 4. Нидерланды 5. Новая Зеландия 6. США 7. Колумбия 8. Намибия 9. Венесуэла 10. Бельгия | 1. Нидерланды 2. Бельгия 3. Индия 4. Венесуэла 5. Намибия 6. Колумбия 1. Намибия 2. Колумбия 3. Индия |

## Судьи
- Ким Алексис – бывшая американская модель.
- Робин Лич – английский знаменитый писатель и ведущий Lifestyles of the Rich and Famous.
- Мириам Макеба – южно-африканская певица и правозащитник.
- Луис Энрике – певец и композитор.
- Мэрион Догерти – кастинг-директор Warner Bros. Studios.
- Рон Дугай – канадский профессиональный хоккеист.
- Виджай Амритрадж – бывший индийский теннисист.
- Эстель Гетти – американская актриса.
- Кхуньинг Сасима Шривикорн – тайский предприниматель и главный исполнительный директор.

## Участницы
| - Аргентина — Лаура Рафаэль - Аруба — Еруша Расмийн - Австралия — Джорджина Денахи - Австрия — Катрин Фридль - Багамские Острова — Фонтелла Чипман - Бельгия — Анке ван Дермерш - Бермуды — Колита Джозеф - Боливия — Наташа Габриэлла Арана - Бразилия — Мария Каролина Портелла Отто - Виргинские Острова (Великобритания) — Алисия Берк - Болгария — Михаэлла Динова Николова - Канада — Николь Дансдон - Острова Кайман — Иветт Пегги Джордисон - Чили — Марсела Вакарецца - СНГ — Лидия Куборская - Колумбия — Паола Турбей - Острова Кука — Жаннин Туавера - Коста-Рика — Джессика Мэнли Фредрич - Кюрасао — Мияну де Паула - Кипр — Милица Пападополу - Чехословакия — Михаэла Малачова - Дания — Энн Метте Восс - Доминиканская Республика — Лиза Гонсалес - Эквадор — Соледад Диаб - Египет — Ламия Ноши Мохаммед - Сальвадор — Мелисса Салазар - Финляндия — Кирси Сырьянен - Франция — Линда Харди - Германия — Моника Реш - Великобритания — Тиффани Стэнфорд - Греция — Марина Цинтикиду - Гуам — Шерил Дебра Пейн - Гватемала — Нэнси Марисела Перес - Гондурас — Моника Ракель Рапало - Венгрия — Дора Патко - Исландия — Свава Харальдсдоттир - Индия — Мадхушри Сапре - Ирландия — Джейн Томпсон - Израиль — Эйнат Змора | - Ямайка — Бриджетт Роден - Япония — Акико Андо - Кения — Аиша Вавира Либерг - Республика Корея — Ёунъ Хюн Рее - Ливан — Абир Шарруф - Люксембург — Кэрол Рединг - Малайзия — Кэрол Рединг - Мальта — Жюльен Камиллери - Маврикий — Стефани Рэймонд - Мексика — Моника Зуньига - Намибия — Мишель МакЛин - Нидерланды — Вивиан Янсен - Новая Зеландия — Лиза Маре де Монталк - Никарагуа — Ида Патриция Дилейни - Нигерия — Сандра Генефред Петгрейв - Северные Марианские Острова — Имельда Антонио - Норвегия — Анн Софи Гален - Панама — Ана Сесилия Орильяк - Парагвай — Памела Зарза - Перу — Алине Арсе Сантос - Филиппины — Элизабет Гарсия Берройя - Польша — Изабела Филиповска - Португалия — Мария Фернанда Сильва - Пуэрто-Рико — Дейзи Гарсия - Китайская Республика — Ших Хсиу Чиех - Румыния — Корина Кордуняну - Сингапур — Кори Тео - Испания — Вирхиния Гарсия - Шри-Ланка — Хиранти Диваприя - Суринам — Нэнси Касанн - Швеция — Моника Бродд - Швейцария — Сандра Эгертер - Таиланд — Орнанонг Паньявонг - Турция — Элиф Ильгаз - Теркс и Кайкос — Барбара Джонсон - Уругвай — Габриэла Эскобар Вентура - США — Шеннон Маркеттич - Виргинские Острова (США) — Кэти-Мэй Ситарам - Венесуэла — Каролина Ицсак |

## Примечание

### Дебютировали
- СНГ
- Венгрия

### Вернулись
В последний раз принимала участие в 1987 году:
- Кипр
- Кения

В последний раз принимала участие в 1989 году:
- Новая Зеландия

В последний раз принимала участие в 1990 году:
- Аруба
- Австралия
- Австрия
- Дания
- Египет
- Гондурас
- Португалия
- Швейцария

### Замены
- Израиль — Эйнат Змора заняла первое место на конкурсе «Мисс Израиль» и была отправлена на конкурс «Мисс Вселенная», так как победительница Равит Асаф не достигла 18-летнего возраста[6].
- СНГ — Юлия Этина, Мисс СНГ 1992, не участвовала в конкурсе «Мисс Вселенная 1992», так как ей исполнилось 18 лет «после» 1 февраля. Вместо неё на «Мисс Вселенную» отправилась Первая Вице-мисс «Мисс СНГ 1992» — Лидия Куборская. Однако в качестве утешительного приза за пропуск большого события Этина получила официальный визит США[7][8].
- Ирландия — Джейн Томпсон, представлявшая Ирландию, заменила Аманда Брункер, которая была Мисс Ирландия 1991, потому что Брункер не достигла совершеннолетия до 1 февраля.
- Китайская Республика  — Ву Пэй Цзюнь, Мисс Вселенная Китайской Республики 1992 года, не достигла совершеннолетия до 1 февраля. Её Первая Вице-мисс Лю Ю Хсин тоже не смогла поехать из-за проблем со здоровьем. Поэтому шанс был предоставлен второй претендентке — Вивиан Ших Хсиу Чиех, которая отправилась на конкурс вместо неё[9].
- Испания — София Мазагатос[исп.], «Мисс Испания 1991», не участвовала в соревнованиях, так как не достигла совершеннолетия до 1 февраля. Вместо неё выступила Первая Вице-мисс Вирхиния Гарсия.

### Отказались
- Белиз
- Гана
- Гонконг — Эми Квок должна была представлять Гонконг и даже прибыла в Бангкок, но была дисквалифицирована из-за несоответствия требованиям к месту жительства. Квок — жительница США, которая стала первой иностранной участницей, завоевавшей титул «Мисс Гонконг». Тот же вопрос вновь возник в Мисс Вселенная 1996, когда победительница Винни Юнг, так же была гражданкой США, её дисквалифицировали. Её заменила Софи Рахман, занявшая 1-е место в конкурсе[10].
- Италия — Глория Занин[итал.], «Мисс Италия 1992» отказалась от участия в конкурсе «Мисс Вселенная 1992», чтобы сделать карьеру актрисы и модели на местном уровне. Таким образом, это первый отказ Италии от участия в конкурсе «Мисс Вселенная» с момента его исключения в 1952 году, повторный отказ произошел только в 2006 году.
- Сент-Винсент и Гренадины — Отсутствие спонсорства.
- СССР — произошёл распад страны в 1991 году, разделены на пятнадцать стран, которые были объединены в СНГ. Четыре года спустя, в 1996 году — Мисс Россия, Ильмира Шамсутдинова, была номинирована на участие в конкурсе «Мисс Вселенная», теперь уже как Мисс Россия.
- Тринидад и Тобаго – Рейчел Чарльз была несовершеннолетней на 1 февраля. Она участвовала в соревнованиях 1993 года.
- Югославия – В связи с распадом Югославии, так же войны и политические кризисы. Вернулся в 1998 году.

## Замечания
1. 1 2  Мероприятие состоялось в 8:00 утра по Времени в Таиланде (UTC+7:00); Для Северной и Южной Америк это было 8 мая по местному времени.